# Borneacanthus
- Commons
- Wikispecies

Borneacanthus Bremek., segundo o Sistema APG II, é um gênero botânico da família Acanthaceae.

## Espécies
O gênero apresenta seis espécies:
- Borneacanthus angustifolius
- Borneacanthus grandifolius
- Borneacanthus mesargyreus
- Borneacanthus paniculatus
- Borneacanthus parvus
- Borneacanthus stenosthyrsus
- «Lista das espécies»

## Nome e referências
Borneacanthus Bremek., 1960

## Classificação do gênero
| Sistema | Classificação                       | Referência            |
| ------- | ----------------------------------- | --------------------- |
| APG II  | Ordem Lamiales, família Acanthaceae | APweb, versão 9, 2008 |